# Temples protestants du Chefresne
Les temples protestants du Chefresne sont deux édifices religieux situés au Chefresne, dans le département français de la Manche. La paroisse est rattachée à l'Église protestante unie de France.

## Historique
Plusieurs nobles locaux adoptent la religion réformée au milieu du XVIe siècle et dès 1553, une première église protestante est bâtie. Après la publication de l'édit de Nantes en 1598, ces seigneurs font bâtir un temple dans les années 1610 au lieu-dit « le chêne Guérin », à la limite des paroisses du Chefresne, de Margueray, de Montabot et de Gouvets. Un cimetière est créé à proximité en 1612.
Détruit sur l'ordre de Louis XIV en 1678, il sert de carrière pour le clocher-porche de l'église paroissiale en 1746, et ses revenus sont affectés aux hôpitaux de Torigni-sur-Vire et de Villedieu-les-Poêles.
Après la signature du Concordat en 1801, les protestants réorganisent leur culte, et deux pasteurs sont nommés le 23 juin 1819 pour desservir la Manche, l’un à Cherbourg pour son arrondissement, l’autre au Chefresne pour les arrondissements d’Avranches, Coutances, Mortain et Saint Lô.
Un nouveau temple est érigé sur un plan rectangulaire au lieu-dit « le Neufbourg », entre 1817 et 1824. Construit en moellons de grès et recouvert d'un toit d'ardoises en bâtière, il est éclairé par six grandes baies.
Reconnue officiellement le 31 mars 1842, l'église du Chefresne engage, sous l'impulsion de son nouveau pasteur, Eugène Sabattier, la construction d'un grand temple de quatre cents places au Neufbourg, d'un presbytère à la Maheudière et d'une école pour les enfants protestants. Le presbytère est érigé en 1845 sur les terres de Félix Samson-La Valesquerie qui finance également sa construction. La première pierre du temple, dont la réalisation sur un plan rectangulaire dans le style néoclassique, est confiée à l'architecte saint-lois Lemercier, est posée le 25 mars 1847. Les travaux sont dirigés par un nouvel architecte à partir du 8 septembre 1850 selon de nouveaux plans moins ambitieux. Mais ils sont abandonnés en 1856 après la mort du pasteur, du fait des coûts trop élevés. Les deux temples sont inscrits aux monuments historiques depuis 2006.

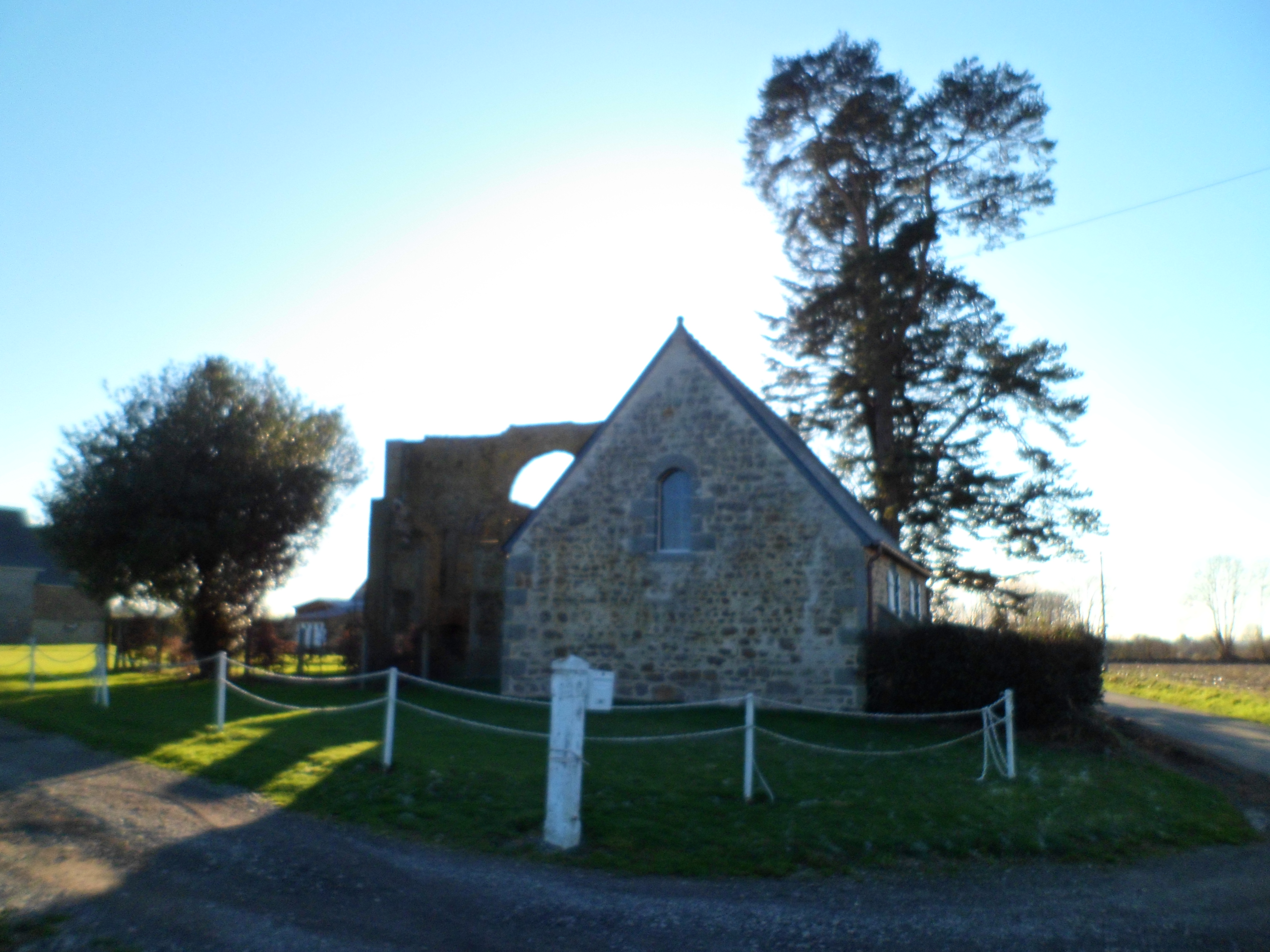
Petit temple.
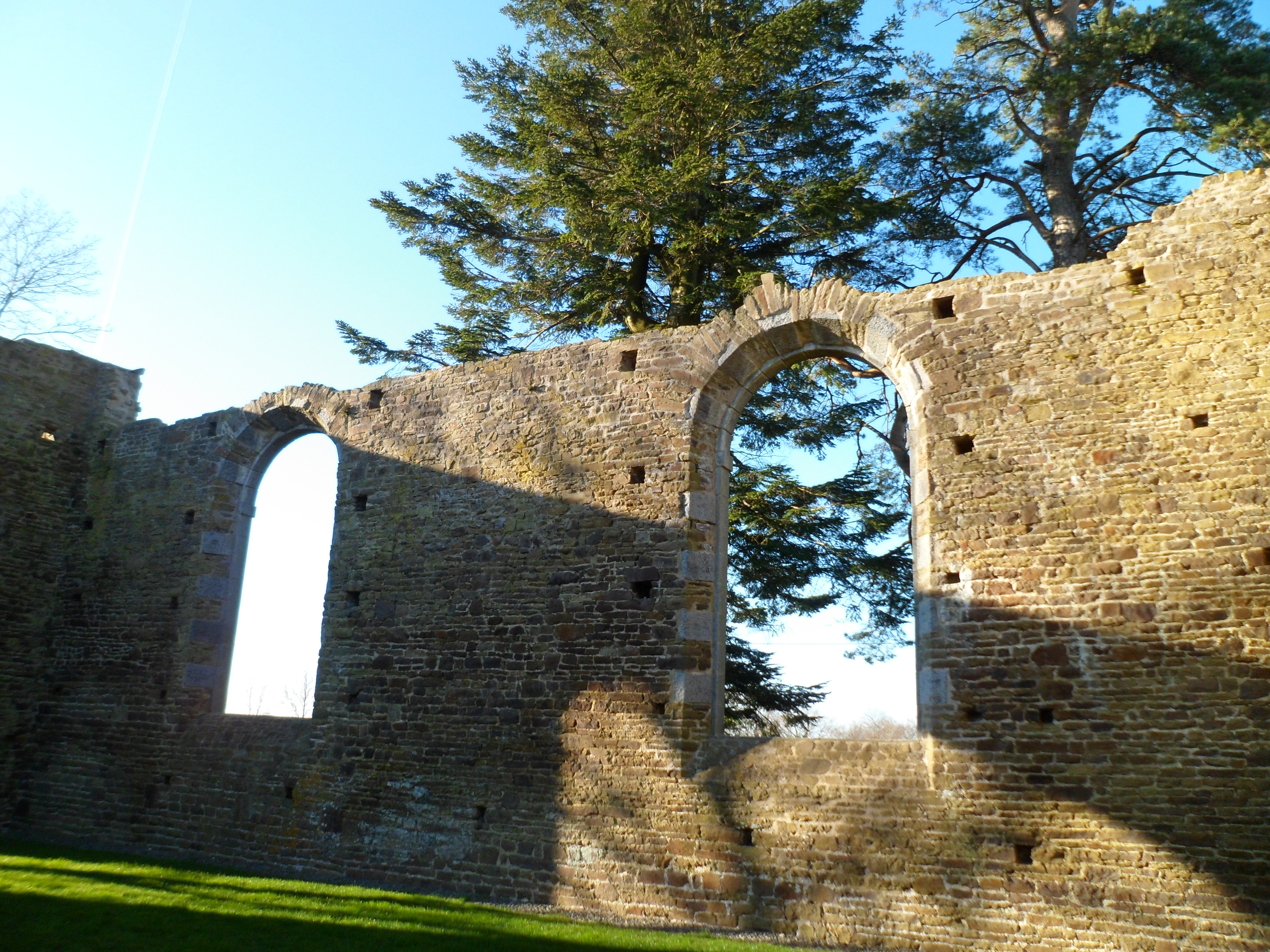
Pan du mur du grand temple.
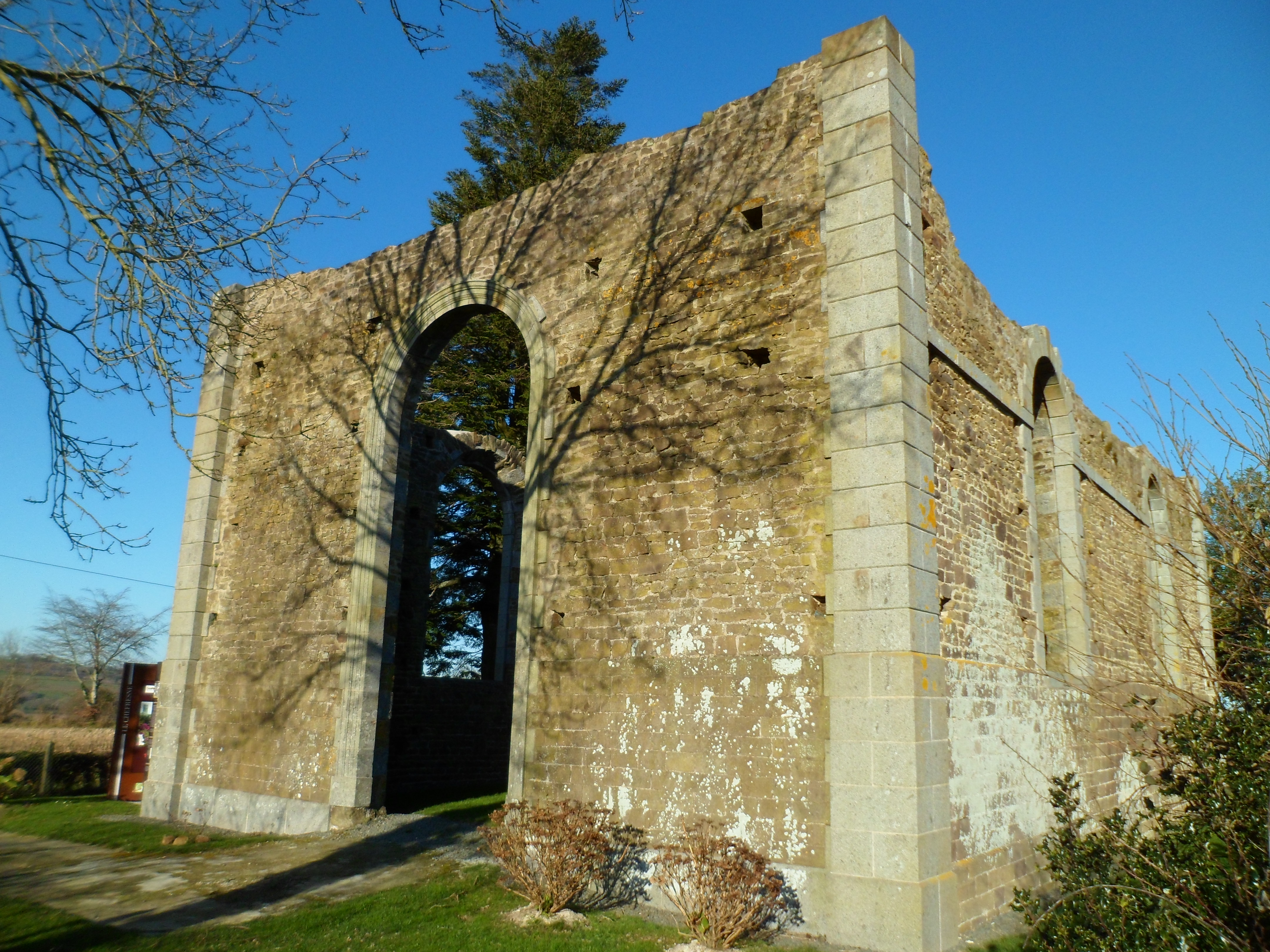
Pan du mur du grand temple.
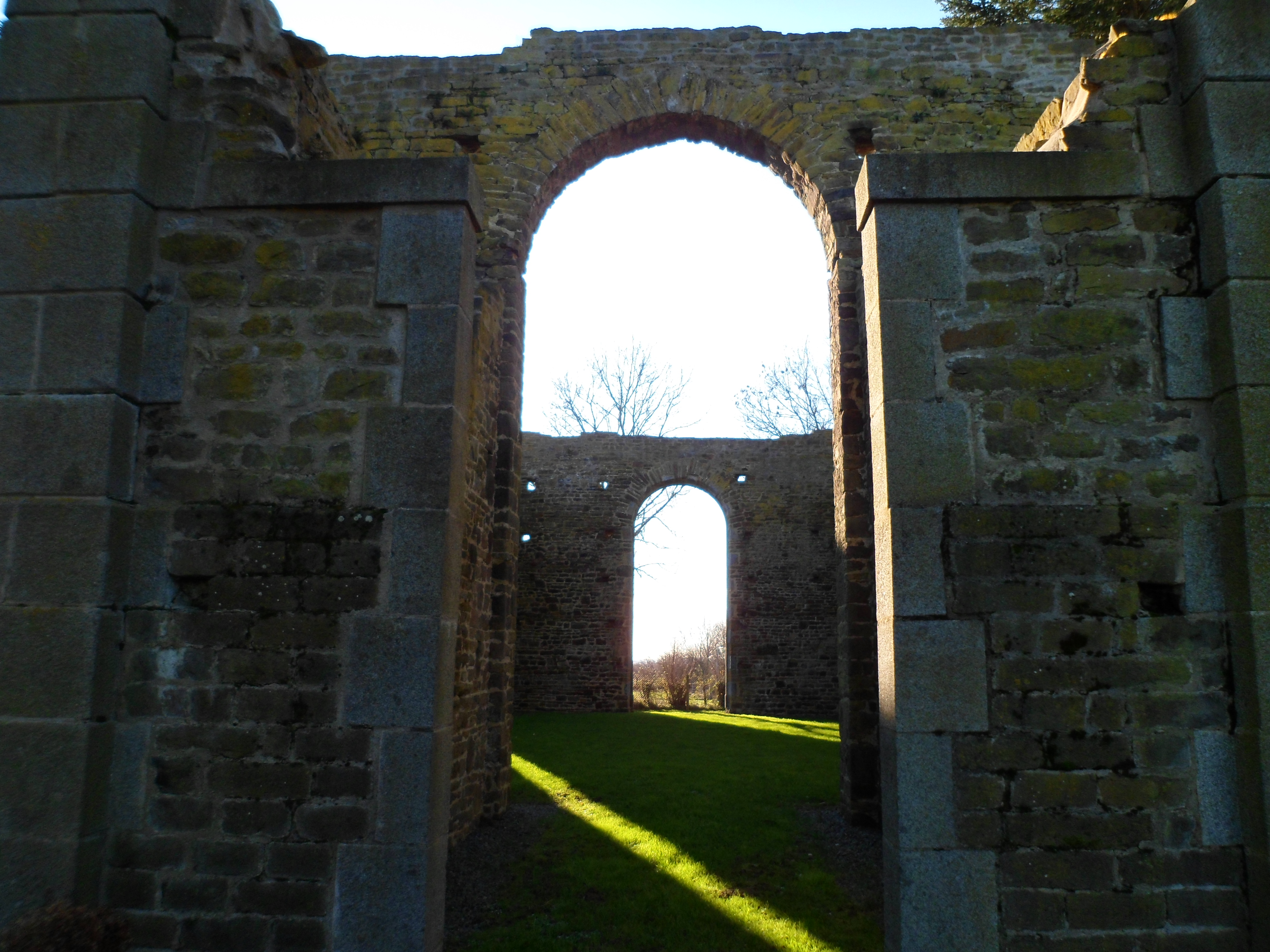
Intérieur du grand temple.
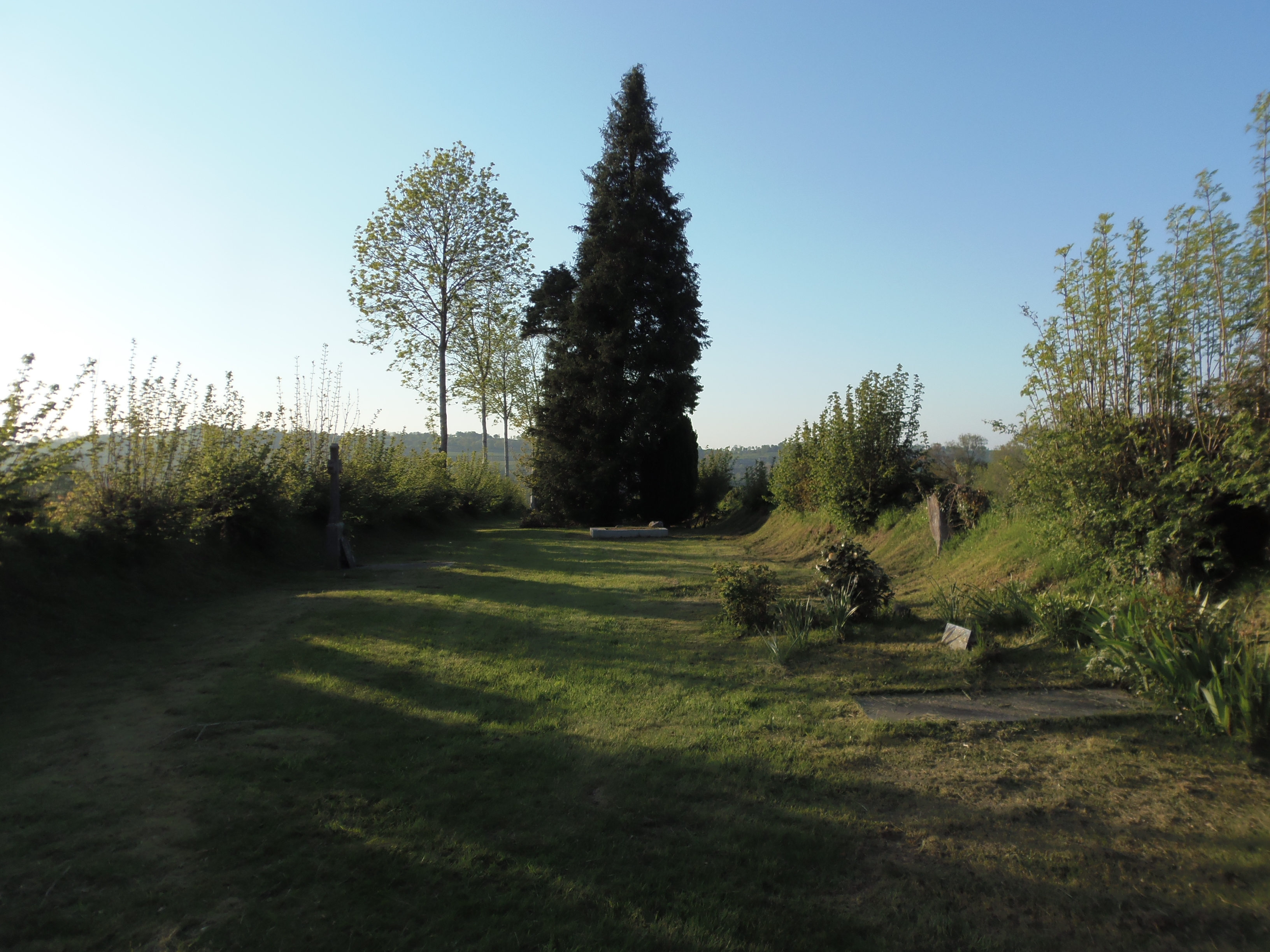
Le cimetière.